# St. Salvator am Hafendeck
Die abgegangene Kirche St. Salvator am Hafendeck lag in der Flur Pfaffenbühl südlich von Störnstein. Hier liegen immer noch große Felsblöcke, auf denen ein Stein, ähnlich einem großen Deckel (ähnlich einem Hafen) liegt.

## Gründungssage
Nach einer Sage wollte hier das Böse aus der Hölle aufsteigen, um das noch junge Christentum zu bedrängen. Versehen mit einem großen granitenen Stein stieg der Teufel aus dem Hafen, um die Katharinenkirche beim Schloss Störnstein zu zertrümmern. Als er zum Wurf ausholte, läutete es in Störnstein zur Wandlung und der Stein fiel ihm entkräftet aus den Krallen. Der Teufel verschwand mit einem Fluch wieder in dem Steintopf und der große Stein liegt seitdem als Deckel darüber. Die Flur wird im Volksmund deshalb auch Teufels-Hafendeck genannt. Vielleicht um ein Gegengewicht zu dem sagenhaften Treiben des Teufels zu schaffen, wurde hier eine Kirche mit dem Patrozinium des Welterlösers gegründet.

## Geschichte
Nach dem Pfarrarchiv von Altenstadt an der Waldnaab wurde diese Kapelle von den Herren von Pflug auf störnsteinschem Grund erbaut und von einem Weihbischof von Regensburg konsekriert. Das Patrozinium wurde auf den Zweiten Sonntag nach der Osterzeit festgelegt, „bei welcher Konsekration die Felder und Wießmath bei der Kirchen, so von alters her eine Hutweid gewesen ist, nach Störnstein gehörig, als ein Fondation zur Unterhaltung der Kapellen und Gottesdienst eigentümlich gemacht und verblieben sind“. 1508 wird die Kapelle in den Diözesanmatrikeln des Bistums Regensburg erwähnt.

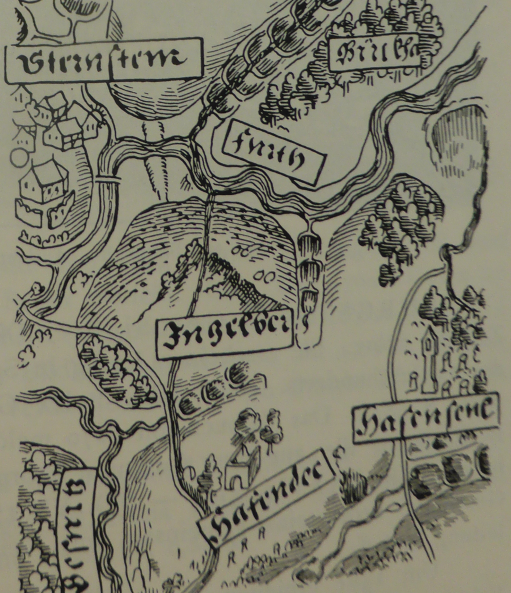
Ausschnitt aus der Karte des Christoph Vogel über das Amt Flossenbürg mit Störnstein und Hafendeck

Die Grenze unmittelbar vor der Kirche trennte die alten Herrschaften Neustadt von dem pfälzischen Flossenbürg. Folge war, dass wegen der Zugehörigkeit der Kirche Streit ausbrach. Bei dem Kirchweihfest mit einem großen Jahrmarkt gingen die Einnahmen aus dem Standgeld an die Herrschaft Störnstein, diese übte auch den Kirchweihschutz aus. Bereits 1493 brachen Feindseligkeiten wegen der umstrittenen Zugehörigkeit der Kirche aus. 1541 berichtet der Pfleger zu Flossenbürg, dass ihm der Herzog von Pfalz-Neuburg, Ottheinrich, befohlen habe, die baufällig gewordene Kapelle abzubrechen; wegen der angeblich strittigen Besitzverhältnisse wurde diese Anordnung nicht ausgeführt. Die Störnsteiner blieben ihrerseits nicht untätig, 1545 haben sie die Glocken abgebaut und im Hammer Harlesberg für eine Schlaguhr verwendet. Auch bei dem Nebenhaus zur Kirche, das eine Einsiedelei war, haben sie Fenster und Öfen eingeschlagen, weil hier angeblich „Landteufel“ (= Landstreicher) hausten. In den nächsten Jahren wurden von den Störnsteinern auch die Steine nach Neustadt für den Neubau eines Kirchturms weggetragen, nachdem die Altäre, der Taufstein, Fenster und die zwei Türen entfernt waren. Diese wurden zum Ausbau von Kirchen in Neustadt verwendet, 1581 war die Kirche größtenteils abgebrochen. In der Karte des Christoph Vogel über das Amt Flossenbürg von 1600 ist hier folgerichtig eine Kirchenruine eingezeichnet.
Zu Beginn der Gegenreformation entstand die Kirche 1629 erneut. Die Katholiken von Störnstein und Neustadt wollten sich mit dem Ende der Wallfahrt zu der Salvatorkirche nicht abfinden, bereits 1631 erhielt der Kaplan von Neustadt wieder jährlich 30 Kreuzer für die Abhaltung einer Messe in St. Salvator. Aus dieser Zeit stammt auch das Salvatorbild, das später in der Katharinenkapelle und heute in der Kirche St. Salvator in Störnstein hängt. Auch von 1672 wird eine Wallfahrt zu dieser Kirche berichtet. Vom 17. August 1703 wird von einem Konflikt zwischen dem katholischen Pfarrverweser Johann Adam Winkler aus Püchersreuth und dem evangelischen Pfarrer Eduard Fischer von Wilchenreuth auf der einen und dem Pfarrer Schäfer zu Altenstadt auf der anderen Seite berichtet. Letzterer habe sich unerlaubter Eingriffe in die Eigentumsrechte der Kirche zu Schulden kommen lassen und wolle ihre Rechte beschneiden (Im Herzogtum Pfalz-Sulzbach war 1652 das Simultaneum eingeführt und die Pfarrgründe verteilt worden, deshalb konnten ein katholischer und ein evangelischer Pfarrer am gleichen Strang ziehen.). Das bischöfliche Ordinariat in Regensburg beendete den Streit auf salomonische Weise, der Püchersreuther Pfarrer wurde abberufen und sowohl dem (neuen) Püchersreuther wie auch dem Altenstädter Pfarrer wurde der Gebrauch der Kapelle gestattet; der Schlüssel zur Kapelle sollte aber bei dem Kirchenpfleger von Störnstein verwahrt werden, nachdem zuvor ein Pfarrer die Tür zur Kapelle habe einhauen lassen, weil der andere sie versperrt habe. Danach trat Ruhe ein. 1735 bekam die Kapelle eine Fahne. 1780 wird von einer Prozession von Windischeschenbach berichtet. Bittprozessionen nach St. Salvator sind auch später noch dokumentiert, so 1824 von Neustadt und am Christi Himmelfahrts-Tag von Püchersreuth aus. Die Kirche wird damals aber schon als das „entbehrlichste Ding“ bezeichnet; der Pfarrer von Altenstadt hörte auf, hier Gottesdienste abzuhalten und 1826 verliefen die Bittprozessionen von Neustadt nach Altenstadt, die Püchersreuther gingen nach Störnstein. Mit einem Reskript der königlichen Regierung im Ober-Mainkreis vom 29. August 1818 wurde die Demolierung der Kirche und die Vereinigung des Kirchenvermögens (einschließlich des Zehentrechtes an einigen Feldern) mit der St.-Katharina-Kirche zu Störnstein beschlossen.
Als die Katharinen-Kirche in Störnstein um 1920 erweitert wurde, wurde auch das Salvator-Bild vom Hafendeck in Störnstein aufgehängt. Der alte Jahrmarkt zu der Kirche wurde von der Regierung nach Floß verlegt und wird dort bis heute am Weißen Sonntag abgehalten. Die Steine wurden für den Neubau der Salvatorkirche von Störnstein verwendet.